# Akuaba

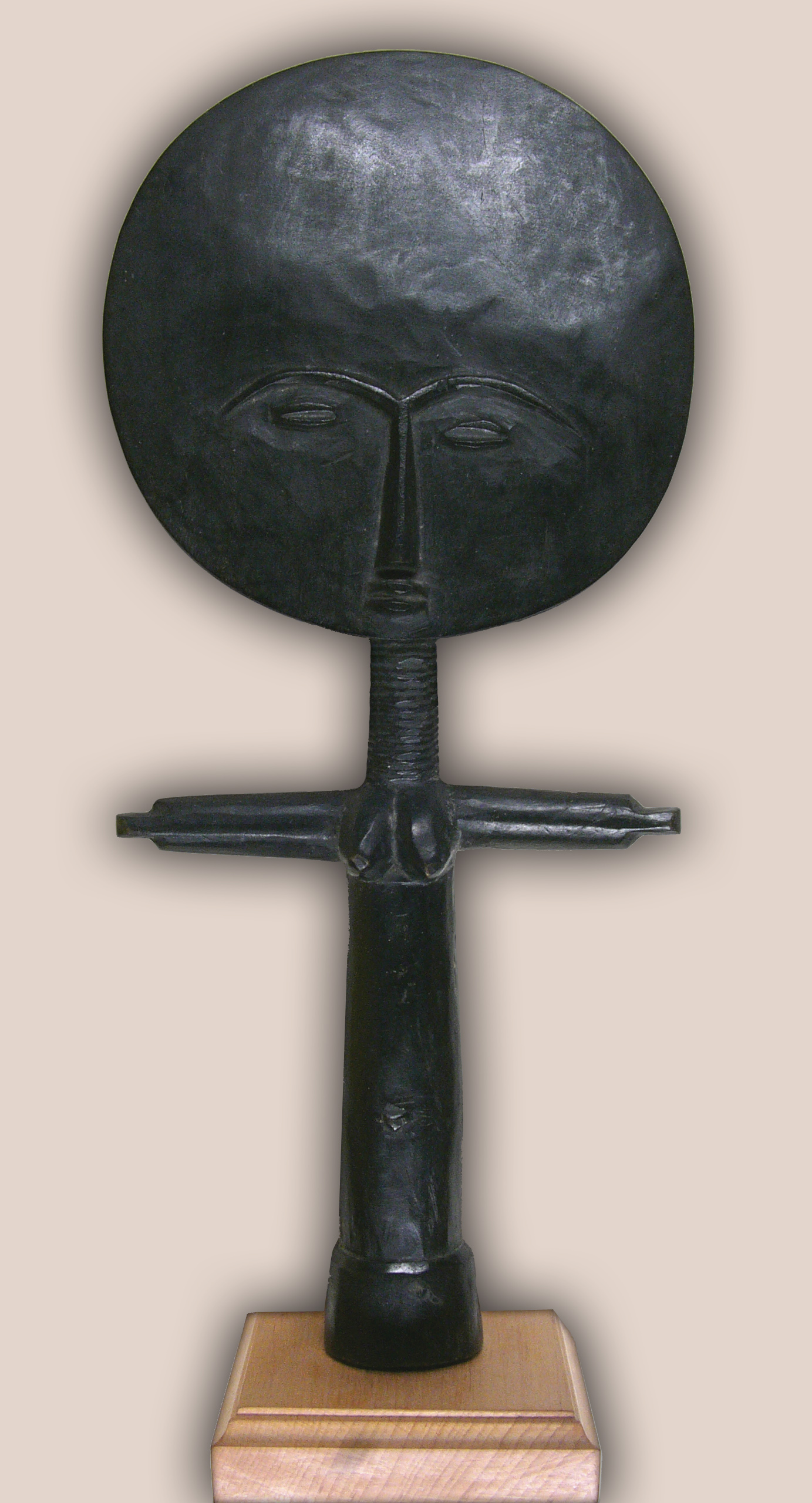
Akuaba

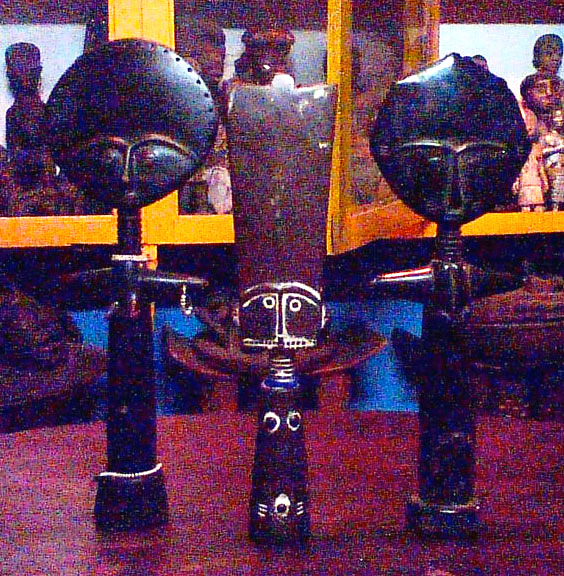
Drei Akuaba. Die mittlere stammt von den Fante, während die anderen aus der Ashanti Region sind.

Akuaba ist eine hölzerne weibliche Fruchtbarkeitspuppe in Ghana und Umgebung. Die bekanntesten Akuaba vom Volk der Aschanti besitzen große scheibenähnliche Köpfe. Andere Ethnien der Region wie die Fante stellen ebenfalls für sie typische Puppen her.
Akuaba sind aus Holz geschnitzt, haben einen walzenförmigen Körper, der in einem Sockel endet. Die Stummelarme sind ohne Hände, der Hals ist häufig in Ringen geschnitzt, die den Halsschmuck darstellen sollen. Die Rückseite des Kopfes ist verziert, teils mit einer Art Frisur oder mit verschiedenen Motiven, beispielsweise Tieren oder Gegenständen.
Traditionell werden diese Puppen von Frauen auf dem Rücken getragen, die hoffen schwanger zu werden oder, um im Fall einer bereits bestehenden Schwangerschaft so die Attraktivität des erwarteten Kindes zu steigern. Werden die Akuaba gerade nicht getragen, werden sie regelmäßig rituell gewaschen und umsorgt.
Heutzutage ist es wahrscheinlicher, eine Akuaba aus Massenproduktion als Souvenir für Touristen zu finden, als eine, die rituelle Bedeutung hat. Die Form der Akuaba steht heute noch als ein allgemeines Symbol für Glück.